# Conops zonatus
Conops zonatus är en tvåvingeart som beskrevs av Krober 1915. Conops zonatus ingår i släktet Conops och familjen stekelflugor. Inga underarter finns listade i Catalogue of Life.